# Giacomo Tomio
Giacomo Tomio (6 juli 1995) is een Italiaans wielrenner die anno 2016 rijdt voor Team Roth.

## Carrière
In de Ronde van Midden-Nederland van 2015 werd Tomio in beide etappes vijftiende; eenmaal in de ploegentijdrit en eenmaal in de enige rit in lijn. In het klassement eindigde hij op plek 65.

## Overwinningen
2012
Jongerenklassement Ronde van Lunigiana
2013
GP Sportivi Sovilla

## Ploegen
- 2015 –  Roth-Škoda
- 2016 –  Team Roth

Baillifard · Baldo · Belda · Brüngger · Bussard · Cecchin · D'Urbano · Gaday · Janorschke · Jaun · Kohler · Krizek · Marguet · Page · Pasche · Pasqualon · Pires · Stüssi · Thalmann · Toffali · Tomio · Vaccher · Zampilli · Zordan